# Raffinerie de Fos
La raffinerie de Fos est située sur la commune de Fos-sur-Mer dans les Bouches-du-Rhône. Sa création décidée par Esso S.A.F. en 1961 permet sa mise en service en octobre 1965. Le 1er novembre 2024, Esso S.A.F. cède la raffinerie au consortium « Rhône Energies » créé par Trafigura et Entara LCC.

## Historique
Face à la croissance rapide de la demande de carburant et combustibles à la fin des années 1950, la direction d'Esso réfléchit à la construction d'une nouvelle raffinerie dans la région de Marseille, forte consommatrice, éloignée de l'usine normande et point d'arrivée des pétroliers venant d'Algérie et du Moyen-Orient. Après de sévères controverses entre partisans d'un raffinerie dans les terres et ceux d'une installation côtière, c'est cette dernière option qui l'emporte. Pour répondre à la question du transport des produits finis, Esso se joint fin 1962 aux autres pétroliers pour envisager la construction d'un pipeline entre Marseille et Lyon. Entretemps, la direction d'Esso a déposé en mars 1961 le dossier préalable à la construction d'une raffinerie dans le golfe de Fos. L'autorisation de traiter des produits pétroliers dans une raffinerie à Fos-sur-Mer a été octroyée à Esso Standard par un décret du 9 octobre 1963.

### Caractéristiques à la mise en service
Le suivi du chantier est confié à Roger Brossard, directeur désigné de la future raffinerie. En mai 1964, les bacs ont été montés et le bâtiment administratif est en voie d’achèvement. La raffinerie de Fos est équipée d'un craqueur catalytique, elle produit également du propylène pour la pétrochimie.

### Exploitation années 1960
Pour sa première année d'exploitation, la raffinerie de Fos a distillé 2 276 000 tonnes de brut dont une partie a été acheminée vers la filiale allemande du groupe Esso par l'Oléoduc sud-européen, sous forme de distillats pompés avec du pétrole brut.
De nouveaux bacs sont mis en service en 1967 et 1968, pour une augmentation des capacités de stockage de près de 274 000 m3. A la fin de 1968, de nouvelles installations de propane permettent d'augmenter l'approvisionnement en gaz dans le Sud-Est.
L'accroissement des capacités de stockage se poursuit avec la mise en service d'un nouveau bac de produits finis de 27 000 m3 en 1969.

### Les années 1970
Tandis qu'en 1970 la raffinerie tourne à pleine capacité, sont mis en service un bac de 30 000 m3 pour les distillats, et un bac de 90 000 m3 pour le brut. Une nouvelle tranche d'extension du stockage pour 700 000 m3 est ouverte deux ans après, en prévision de la très forte augmentation de capacité de traitement prévue pour 1973. En effet, en juillet 1973 on démarre la nouvelle unité de distillation de 5 Millions de tonnes qui porte la capacité de traitement de Fos de 3 à 8 Millions de tonnes de produits bruts, soit une capacité équivalente à celle de la raffinerie de Port-Jérôme. La même année, entrent en service une unité de reforming catalytique de 600 000 tonnes par an, une unité de désulfuration des gas-oils de 1 100 000 tonnes par an et plusieurs innovations permettant la limitation des rejets d'anhydride sulfureux. L'investissement total se monte à 340 millions de francs dont environ 15% sont consacrés à des équipements de lutte contre la pollution de l'air et de l'eau.
En 1975, M. Soubiran, directeur de la raffinerie, lance des travaux de mise sous contrôle des installations de la raffinerie par ordinateur en vue d'obtenir d'importantes économies. Celles-ci sont d'autant plus nécessaires que l'année suivante voit la production plafonner du fait l'insuffisance de la reprise de la demande en France et dans le reste de l'Europe qui reste bien en-deçà des volumes de 1973, avant le premier choc pétrolier.. C'est au cours de cette décennie que la direction générale d'Esso décide de mettre en couleur ses trois raffineries.

### Les années 1980
La deuxième unité de désulfuration des distillats d'une capacité de 3 200 tonnes par jour est mise en service au début de 1980. Comme à la raffinerie de Bordeaux, le ralentissement de la demande impose un sous-emploi chronique des capacités de production en 1982 et 1983. En 1984, du fait de l'arrêt définitif de la raffinerie de Bordeaux, le niveau d'emploi des installations remonte tandis qu'en fin d'année on procède à de nombreux aménagements techniques pour augmenter la conversion des produits lourds en produits plus légers. En 1986, la direction décide d'arrêter la moins performante des deux installations de traitement de pétrole brut.
En 1986, les améliorations du traitement des effluents et, dans le cadre de la prévention des risques technologiques majeurs,  une mise à jour des études de danger et un renforcement des plans d'urgence ont été entrepris. La poursuite de la stratégie de réduction des coûts, en particulier dans le domaine de l'entretien, a conduit à diminuer de 10% les effectifs de la raffinerie en 1987. Par ailleurs, en mars 1988, les cinq années sans accident avec arrêt ont été atteintes, soit plus de 3 millions d'heures travaillées. Au début de l'été 1989 s'achève la transformation de l'unité de craquage catalytique visant à en augmenter la capacité et les performances.

### Les années 2020
Le 1er novembre 2024, Esso SAF cède au consortium « Rhône Energies »  créé par Trafigura et Entara LLC,, la raffinerie de Fos-sur-Mer ainsi que les terminaux de Toulouse et Villette-de-Vienne pour un montant de 130 millions de dollars.